# Nokia Lumia 625
El Nokia Lumia 625 es un smartphone de gama media diseñado por la compañía finlandesa Nokia. Se anunció el 23 de julio de 2013. Cuenta con el sistema operativo Windows Phone 8 actualizado a GDR 2 (Lumia Black), habitual en sus últimos hermanos y será actualizable a Windows Phone 8.1. Es una revisión del Nokia Lumia 620, del cual se diferencia principalmente por poseer una pantalla más grande (pero de baja resolución) y soportar las redes inalámbricas de alta velocidad 4G.
La escasa cantidad de RAM impide correr algunas aplicaciones y características como la multitarea se ven afectadas en ocasiones.
El 2 de abril de 2014, se presentaron su sucesores, el Nokia Lumia 630 y el Nokia Lumia 635, en Build 2014. Entre las mejoras se encuentran un mejor procesador de cuatro núcleos y doble-SIM.

## Configuraciones y funciones
- Manuales interactivos Archivado el 18 de mayo de 2015 en Wayback Machine.